# Kenan Busuladzic
Kenan Busuladzic, född 6 februari 2007, är en svensk fotbollsspelare som spelar för Malmö FF.

## Klubbkarriär

### Oskarshamns AIK
Busuladzic moderklubb är Oskarshamns AIK. Han debuterade för A-laget som 15-åring och gjorde totalt två inhopp och en match från start i Ettan Södra 2022. I januari 2023 skrev Busuladzic på sitt första A-lagskontrakt med klubben. Han spelade därefter tre matcher i gruppspelet i Svenska cupen 2022/2023 samt fyra matcher i Ettan Södra 2023.

### Malmö FF
I juni 2023 gick Busuladzic till Malmö FF:s P19-lag. Busuladzic gjorde allsvensk debut den 15 april 2024 i en 4–0-seger över IFK Värnamo, där han blev inbytt i den 83:e minuten. I mars 2025 flyttas Busuladzic upp i A-laget, där han skrev på ett fyraårskontrakt.

### BK Olympic
I september 2024 lånades han ut till Ettan-klubben BK Olympic.

## Landslagskarriär
I augusti 2022 blev Busuladzic uttagen i den första landslagstruppen för spelare födda 2007 till en dubbellandskamp mot Finland. Han debuterade den 18 augusti 2022 i en 2–0-seger över Finland. Busuladzic har totalt spelat 17 landskamper för Sveriges U17-landslag och sex landskamper för U19-landslaget (februari 2025).

## Personligt
Kenan Busuladzic är av bosnisk härkomst.